# (455213) 2001 OE84
(455213) 2001 OE84 est un astéroïde Amor découvert le 27 juillet 2001 par le programme NEAT.

## Biographie
- (en) Petr Pravec et al., « Superfast rotator 2001 OE84 - a large monolithic body », Ondrejov Asteroid Photometry Project,‎ 2001 (lire en ligne)
- (en) Petr Pravec, Peter Kušnirák, Lenka Šarounová, Alan W. Harris, Richard P. Binzel et Andrew S. Rivkin, « Large coherent asteroid 2001 OE84 », Proceedings of Asteroids, Comets, Meteors - ACM 2002. International Conference, 29 July - 2 August 2002, Berlin, Germany. Ed. Barbara Warmbein. ESA SP-500. Noordwijk, Netherlands: ESA Publications Division,‎ novembre 2002, p. 743 - 745 (ISBN 92-9092-810-7, lire en ligne)
- (en) David Polishook, Nicholas Moskovitz, Audrey Thirouin, Amanda Bosh, Stephen Levine, Carlos Zuluaga, Stephen Tegler et Oded Aharonson, « The fast spin of near-Earth asteroid (455213) 2001 OE84, revisited after 14 years: Constraints on internal structure », Icarus, vol. 297,‎ 15 novembre 2017, p. 126-133 (DOI 10.1016/j.icarus.2017.06.036, arXiv 1707.01367, lire en ligne)